# Lona Knape
Ebba Lona Knape, född 1715/1716, död 4 november 1787 i Göteborg, var en svensk affärsidkare.
Hon var gift med Lorentz Ekman (1693–1775), som år 1758 grundade ett bryggeri. Hon övertog som änka detta bryggeri och skötte det fram till att hon år 1783 sålde det till Göran Bremberg (1745–1797) och Christina Norlin, som både i sin tur skötte det innan det år 1827 övertogs av Johan Albrecht Pripp (1795–1865) som gav det namnet Pripps och utvecklade det till Göteborgs största bryggeri.
En gata i Göteborg, Lona Knapes gata, är uppkallad efter henne.